# Vue sur Auvers avec champ de blé
Vue sur Auvers avec champ de blé est un tableau réalisé par le peintre néerlandais Vincent van Gogh en juillet 1890 à Auvers-sur-Oise, en France. Cette huile sur toile est un paysage représentant la localité aujourd'hui située dans le Val-d'Oise avec au premier plan un champ de blé et dans le coin supérieur gauche l'église Notre-Dame-de-l'Assomption. L'œuvre est actuellement conservée au Rhode Island School of Design Museum à Providence, aux États-Unis.